# باگنوکس (اسن)
باگنوکس (به فرانسوی: Bagneux) یک کمون در فرانسه است که در ان (ا-دو-فرانس) واقع شده‌است. باگنوکس ۲٫۲۱ کیلومتر مربع مساحت دارد ۸۸ متر بالاتر از سطح دریا واقع شده‌است.